# Cheon Myeong-kwan
Cheon Myeong-kwan (* 1964 in Yongin, Gyeonggi-do) ist ein südkoreanischer Schriftsteller und Filmregisseur.

## Leben
Cheon Myeong-kwan begann seine Karriere als Drehbuchautor. Er schrieb die Drehbücher für Chongjabi (총잡이, engl. auch Shooter oder Gun and Gun) und Bukgyeong Banjeom (북경반점, Peking-Restaurant), bei denen Kim Ui-seok Regie führte. Er schrieb weitere Drehbücher und plante, in einigen selbst mitzuspielen. Doch deren Produktion wurde eingestellt und Cheon begann mit dem Schreiben von Kurzgeschichten und Romanen. 2003 veröffentlichte er die Kurzgeschichte Frank und ich, für die er im selben Jahr den Munhakdongne-Preis für neue Schriftsteller erhielt. Ein Jahr später folgte mit Der Wal sein erster Roman, der mit dem Munhakdongne-Preis für den besten Roman ausgezeichnet wurde.
2009 versuchte er erneut, in der Filmindustrie Fuß zu fassen und schrieb das Drehbuch für den Film Iutjip Namja (이웃집 남자). 2010 erschien sein Roman Goryeonghwa Gajok über eine Familie aus dem 21. Jahrhundert mit ganz unterschiedlichen Persönlichkeiten. Der Roman wurde 2013 von Song Hae-sung verfilmt mit Park Hae-il, Yoon Je-moon, Gong Hyo-jin, Youn Yuh-jung und Jin Ji-hee in den Hauptrollen. Er erreichte mehr als 1,1 Mio. Kinobesucher in Südkorea.
2022 kehrte er zum Film zurück und gab sein Regiedebüt. Er verfilmte den Thriller Heißes Blut von Kim Un-su. Der Film erreichte in Südkorea 398.000 Besucher.

## Werke

### Romane
- 2004: Gorae (고래)
  - 2022 auf Deutsch als Der Wal. Übersetzung von Matthias Augustin und Kyunghee Park. Weissbooks Verlag.
- 2010: Goryeonghwa Gajok (고령화 가족)
  - 2024 auf Deutsch als Eine Bumerangfamilie
- 2012: Na-ui Samchon Bruce Lee 1 (나의 삼촌 브루스 리 1)
- 2012: Na-ui Samchon Bruce Lee 2 (나의 삼촌 브루스 리 2)

### Kurzgeschichtensammlungen
- 2007: Yukwaehan Hanyeo Marisa (유쾌한 하녀 마리사)
- 2014: Chilmyeonjo-wa Dallineun Yukjenodongja (칠면조와 달리는 육체노동자)

### Filme
- 1995: Chongjabi (총잡이, Drehbuch)
- 1999: Bukgyeong Banjeom (북경반점, Drehbuch)
- 2009: Iutjip Namja (이웃집 남자, Drehbuch)
- 2022: Hot Blooded (뜨거운 피 Tteugeoun Pi, Regie und Drehbuch)